# Besse Cooper
Besse Cooper, de son nom de naissance Besse Berry Brown, née le 26 août 1896 dans le comté de Sullivan au Tennessee, est la doyenne de l'humanité après la mort de Maria Gomes Valentim le 21 juin 2011 et jusqu'à son décès le 4 décembre 2012.

## Longévité
On annonça que Besse Cooper était la nouvelle doyenne de l'humanité après la mort de Eunice Sanborn le 31 janvier 2011. Toutefois, en mai 2011, il fut avéré qu'une Brésilienne, Maria Gomes Valentim était plus âgée qu'elle de 48 jours. Le 21 juin 2011, elle redevint la doyenne de l'humanité à la mort de cette dernière.
Elle s'est mariée à Luther Cooper (1895-1963) en 1924, avec qui elle a eu 4 enfants : Angelina en 1929, Luther Jr. en 1932, Sidney en 1935 et Nancy en 1944.
Elle a vécu sur les XIXe, XXe et XXIe siècles, ce qui en fait la troisième personne à avoir vécu le plus longtemps sur trois siècles, derrière Elizabeth Bolden et María Capovilla. Elle fait désormais partie des 15 personnes les plus âgées ayant jamais vécu.
Lorsqu'on lui a demandé le secret de sa longévité, elle a répondu : « Eh bien… Je m'occupe de mes propres affaires, et je ne mange pas de malbouffe,. »
Un pont lui a été dédié dans le comté de Walton en Géorgie (État où elle réside depuis les années 1920) le 24 août 2012, soit 2 jours avant son 116e anniversaire.